# 포럼으로 가는 길에 생긴 재밌는 일
《포럼으로 가는 길에 생긴 재밌는 일》(A Funny Thing Happened On The Way To The Forum)은 스티븐 손드하임의 음악과 가사가 담긴 뮤지컬이자 버트 셰브러브, 래리 겔바트가 쓴 책이다.
고대 로마의 정통 희극을 각색했다. 음악과 대사가 어우러진 보드빌 형식이다. 여장, 신분 착각은 코미디극 전개의 전형을 따른다. 국내에서는 뮤지컬로 공연되어 관객의 호응을 얻었다. 빠른 호흡으로 경쾌하게 절정으로 치닫는 전개가 인상적이다. 노예 수돌루스가 재치로 자유를 얻는다는 이야기다.

## 개요
플라우투스 원작의＜수돌루스＞를 버트 셰브러브와 래리 갤바트가 현대적으로 각색했다. 브로드웨이 초연 당시 관객의 호응에 힘입어 토니상을 수상하는 쾌거를 이루었다.
로마 노예 수돌루스가 신분 자유를 걸고 주인 댁 도련님인 히어로와 그의 연인 필리아를 맺어 주고자 한다. 필리아는 이미 로마 장군에게 팔린 몸으로, 난관이 닥치지만 수돌루스 특유의 꾀와 재치로 모든 어려움을 극복한다. 결국 히어로와 필리아가 연인으로 맺어지고 수돌루스 또한 자유를 얻는다.
작품은 여장, 신분 착각, 바꿔치기 등 코미디극의 전형을 따르면서 장면마다 웃음을 유발하는 요소를 배치했다. 특유의 재치와 꾀로 신분 높은 주인에게 깨달음을 주고 자유를 얻는 ‘수돌루스’는 ＜피가로의 결혼＞의 ‘피가로’, ＜스카팽의 간계＞의 ‘스카팽’과 꼭 닮았다.
인생은 가까이서 보면 비극적이지만 멀리서 보면 우스꽝스러운 희극에 가깝다. 극의 첫 넘버 ‘오늘 밤은 코미디!’는 내일은 비극을 공연하더라도 당장 오늘 밤은 코미디를 공연하려는 창작 의도를 내비친다. 저마다 행복한 결말을 맞는 극 중 인물들을 통해 관객에게 웃음과 위로를 선사한다.